# BRC 92
Электровоз BRC 92 (англ. British Rail Class 92) — двухсистемный электровоз выпускавшийся с 1993 по 1997 год заводами Asea Brown Boveri и Brush Traction для обслуживания на железнодорожной сети Великобритании и Франции грузовых поездов проходящих через Евротоннель.
Электровоз имеет ширину колеи 1435 мм. При работе на переменном токе (25 кВ, 50 Гц) электровоз питается через пантограф от контактной сети, на постоянном токе (750 В) электровоз питается от третьего рельса.
Длина электровоза 21,34 м, ширина 2,64 м, высота (при опущенном пантографе) 3,95 м, вес — 126 т.
На электровозе установлены полупроводниковые GTO преобразователи.
Электровоз оборудован реостатным и рекуперативным тормозом. Несколько электровозов могут быть объединены для работы по системе СМЕТ.
Испытывались электровозы на испытательном кольце Velim в Чехии.